# Мавзолей Хо Ши Мина
Мавзолей Хо Ши Мина (вьет. Lăng Chủ tịch Hồ Chí Minh) — усыпальница первого президента Северного Вьетнама Хо Ши Мина. Мемориал находится в Ханое, Вьетнам, на площади Бадинь, на месте, где 2 сентября 1945 года Хо Ши Мином была провозглашена независимость Вьетнама.
Мавзолей входит в архитектурный ансамбль мавзолея Президента Хо Ши Мина, на территории которого находятся также его дом на сваях и музей. Также на территории ансамбля расположена тысячелетняя Пагода на одном столбе (пагода Моткот).

## История
В 1967 году, за два года до смерти Хо Ши Мина, Коммунистическая партия Вьетнама втайне от своего лидера выбрала трёх врачей, отправленных в Москву, с целью научиться бальзамировать тела. Хо Ши Мин скончался 2 сентября 1969 года и завещал кремировать себя, развеяв прах над Вьетнамом, однако его преемник Ле Зуан принял иное решение. Первоначально забальзамированное тело Хо Ши Мина находилось в секретном месте, чтобы сохранить его от американских бомбардировок в ходе Вьетнамской войны, а после выхода США из войны в 1973 году началось строительство мавзолея. Главным архитектором мавзолея был советский архитектор Гарольд Исакович, известный как один из авторов проекта ленинского мемориала, а позже проектировщик музея Хо Ши Мина в Ханое. 28 августа 1975 года он был торжественно открыт.

## Описание

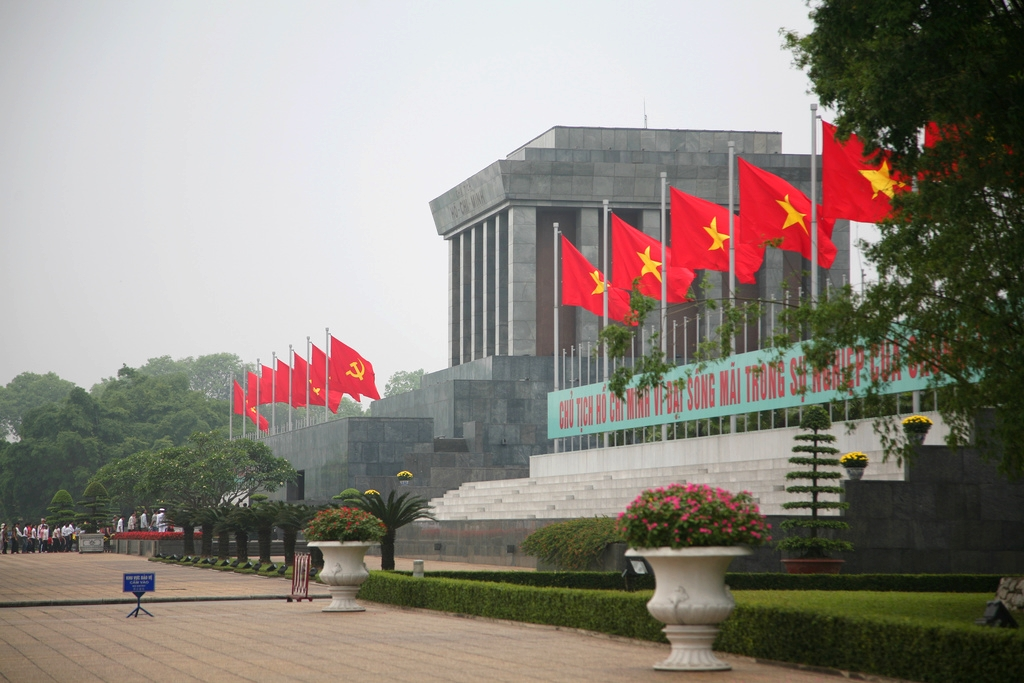
Трибуны у Мавзолея

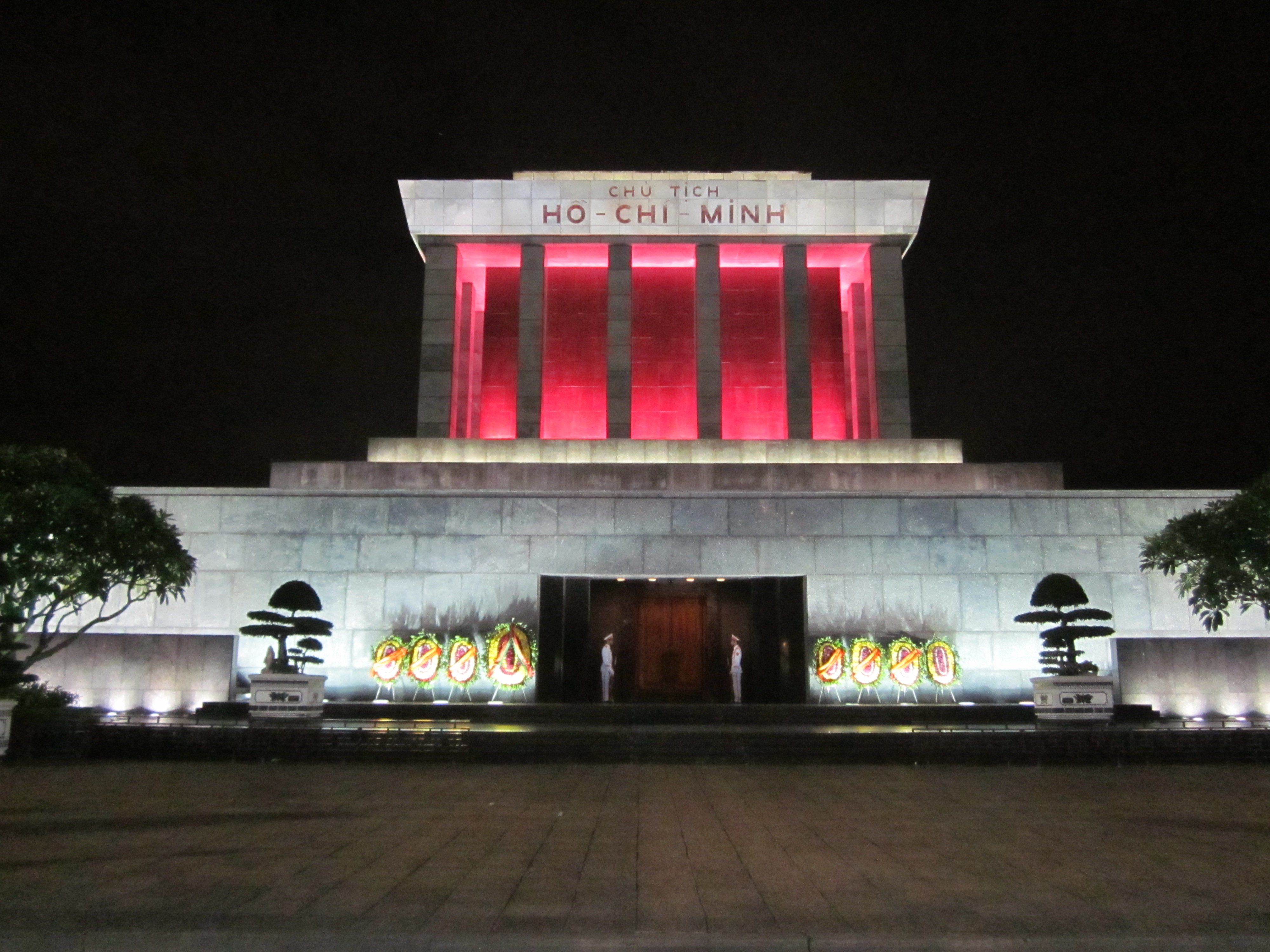
Ночное освещение Мавзолея

Мавзолей выполнен в классическом стиле с колоннадой. Имеет 21,6 м в высоту и 41,2 м в ширину. Перед ним расположена ступенчатая трибуна. Вокруг мавзолея разбит сад, где произрастает около 250 видов флоры из различных районов Вьетнама. Тело Хо Ши Мина находится в центральном зале в стеклянном гробу. Доступ в мавзолей обычно происходит ежедневно с 9 утра до полудня. Внутри строго запрещено фотографировать.